# Roman Tikhomirov
Roman Tikhomirov (russisk: Роман Иринархович Тихомиров) (født 7. juli 1915 i Saratov i det Russiske Kejserrige, død 4. august 1984 i Sovjetunionen) var en sovjetisk filminstruktør og manuskriptforfatter.

## Filmografi
- Eugen Onegin (Евгений Онегин, 1959)[1][2]
- Spar Dame (Пиковая дама, 1960)
- Krepostnaja aktrisa (Крепостная актриса, 1963)
- Fyrst Igor (Князь Игорь, 1969)